# Trial (Band)
Trial war ein Musikprojekt aus Hannover, welches aus dem Duo Torsten Schröder und Erick Miotke bestand. Es zählte zu Beginn der 1990er Jahre zu den Wegbereitern des deutschen Dark Electro.

## Geschichte
Trial existierte seit Anfang der 1990er Jahre in der Besetzung Torsten Schröder und Erick Miotke. Beide spielten zuvor in eher rock-orientierten Bands (so war Schröder ursprünglich als Schlagzeuger aktiv) und wandten sich erst einige Jahre danach der elektronischen Musik zu. Thematisch widmete sich Trial vor allem gesellschaftlichen Problemen, wie Drogenmissbrauch (Snow) oder unheilbaren Krankheiten (AIDS).
1991 erschien das 8-Track-Demo Conflict („help me – to be free“), auf dem bereits Titel wie Blut und Eisen, Strange II und Sleeping Dogs in Rohversionen enthalten sind. Anschließend unterschrieb Trial einen Vertrag bei der Nürnberger Plattenlabel Hypnobeat und ging im April 1992 als Support für Project Pitchfork auf Deutschland-Tournee. Nach der positiv rezensierten Debüt-Maxi Blut und Eisen veröffentlichte sie im Herbst desselben Jahres das Album Zero Feeling, das insbesondere in der deutschen Elektro-Szene für Aufmerksamkeit sorgte. Binnen kürzester Zeit konnten sich Titel, wie Strange II, Blut und Eisen, Prisoner und der Sampler-Track Too Late, in Europa als Szene-Hits etablieren. Es folgten einige Auftritte mit Bands, wie And One, Placebo Effect und Oomph!. Von vielen Journalisten seinerzeit in das EBM-Umfeld gerückt, versuchten Trial jedoch von Beginn an sich von dieser Kategorisierung zu lösen:

„Oomph!, Nitzer Ebb oder auch Paranoid gehören alle in eine Ecke. Sie produzieren einheitliche Stampfmusik. So etwas wollen wir jedoch vermeiden. Wir versuchen, verspielt und frei zu bleiben.“

Für Januar 1993 war eine Deutschland-Tour zusammen mit Front Line Assembly geplant. Diese wurde jedoch seitens der Headliner abgesagt. Nach einigen Kompilationsbeiträgen und einem Label-Wechsel zu Electric Blue Records (Ausfahrt MV GmbH) erschien 1994 das zweite Werk Secret Pain, das an den Erfolg des Debüts jedoch nicht anzuknüpfen vermochte und aufgrund fehlender Beachtung in der Masse zeitgleicher Veröffentlichungen auf dem Markt unterging. Parallel dazu tourte Trial mit Gruppen wie Orange Sector, Welle: Erdball, Zero Defects, Evils Toy, Endraum und Trauma und absolvierte im Juni 1995 einen Auftritt auf dem Leipziger Wave-Gotik-Treffen.
Seitdem wurde es still um die Band. Erst nach der Jahrtausendwende konnte sie vor allem durch Live-Auftritte in Leipzig (Wave-Gotik-Treffen), Erfurt (SC Phauker), Berlin (Werk 9) und Magdeburg (Factory) ein Comeback feiern.
Am 17. November 2008 erschien das Doppel-Album No Fate auf Maxsoniq Recordings. Neben Titeln der vorangegangenen CD-Rs enthält es einige neue Lieder und Remixe. Doch der Sänger Torsten Schröder verließ daraufhin die Band. Erick Miotke gründete anschließend die Gruppe Trilogy. Mit dieser werden auch Trial-Titel weiterhin live gespielt.

## Diskografie
| 1991: | Conflict          | MC    | 35min. Kassette                                  |
| 1992: | Blut und Eisen    | CDM   | 4-Track-Maxi                                     |
| 1992: | Zero Feeling      | CD    | Debüt-Werk                                       |
| 1994: | Secret Pain       | CD    | Zweites Album                                    |
| 1997: | Zero Feeling      | CD    | Wiederveröffentlichung + 7 Bonus-Tracks          |
| 2001: | No Fate           | CD-R  | WGT-Edition (7 Tracks)                           |
| 2001: | No Fate           | CD-R  | SC PHauker-Edition (8 Tracks + Video Clip)       |
| 2004: | No Fate           | CD-R  | „Werk 9“-Edition (Bodybeats)                     |
| 2006: | Hommage           | CD-R  | Magdeburg Konzert-Edition (8 Tracks)             |
| 2006: | Für Zwei          | CD-R  | Magdeburg Konzert-Edition (4 Tracks)             |
| 2006: | Live in Magdeburg | DVD-R | Live @ The Factory, Magdeburg (25. Februar 2006) |
| 2006: | No Fate           | CD-R  | „SC Uni-K.u.M. Erfurt“-Edition (11. März 2006)   |
| 2007: | Circles 1990-1993 | CD-R  | 19-Track-Demo-Collection                         |
| 2008: | No Fate           | DCD   | 24-Track-Doppel-Album                            |